# Lacurile Fărăgău - Glodeni
Lacurile Fărăgău - Glodeni este o arie protejată (sit de importanță comunitară — SCI) din România, desemnată în scopul protejării biodiversității și menținerii într-o stare de conservare favorabilă a florei spontane și faunei sălbatice, precum și a habitatelor naturale de interes comunitar aflate în arealul zonei de protecție. Aceasta este întinsă pe o suprafață de 244,8 ha, integral pe uscat.

## Localizare
Situl se întinde pe teritoriile administrative ale comunelor Băla, Fărăgău, Glodeni și Voivodeni din județul Mureș. Centrul sitului Lacurile Fărăgău - Glodeni este situat la coordonatele 46°40′43″N 24°34′51″E / 46.678636°N 24.580755°E.

## Înființare
Situl Lacurile Fărăgău - Glodeni (ROSCI0100) a fost declarat sit de importanță comunitară în decembrie 2007 pentru a proteja 2 specii de animale. Acesta include rezervația naturală Lacul Fărăgău.

## Biodiversitate
Situată în ecoregiunea continentală, aria protejată conține 1 habitat natural: Lacuri și iazuri distrofice naturale.
La baza desemnării sitului se află mai multe specii protejate:
- mamifere (1): vidră de râu (Lutra lutra)
- reptile (1): țestoasa de baltă (Emys orbicularis)

Pe lângă speciile protejate, pe teritoriul sitului au mai fost identificate 13 specii de plante, 1 specie de amfibieni, 2 specii de reptile.